# Warina Hussain
Warina Hussain (Kabul, 23 februari 1999) is een Afghaans actrice die voornamelijk in Hindi films speelt.

## Biografie
Hussain volgde acteerlessen aan het New York Film Academy en verhuisde naar New Delhi om als model te werken. Ze verscheen onder andere in een reclamespotje van Cadbury Dairy Milk Silk Chocolate. Haar Hindi filmdebuut maakte ze in 2018 met de Salman Khan productie Loveyatri. Ze was ook als danseres te zien in de videoclip van rapper Badshah "She Move It Like". Ze maakte haar Telugu debuut met Bimbisara (2022).

## Filmografie
| Jaar | Film       | Rol            | Opmerking                          |
| ---- | ---------- | -------------- | ---------------------------------- |
| 2018 | Loveyatri  | Manisha Patel  |                                    |
| 2019 | 99 songs   | moeder van Jay | gastoptreden                       |
| 2019 | Dabangg 3  |                | nummer "Munna Badnaam Hua"         |
| 2022 | Bimbisara  |                | Telugu film, nummer "Gulebakavali" |
| 2022 | Godfather  |                | Telugu film, nummer "Blast Baby"   |
| 2023 | Yaariyan 2 | Shona          |                                    |